# Sewell
Sewell är en gruvort i centrala Chile på berget Cerro Negros sluttningar i Anderna. Platsen ligger på mellan 2 000 och 2 250 meters höjd. Sewell är känd som trappornas stad då det inte finns några vägar, endast en järnväg som tar arbetarna och deras familjer till platsen; på natten har den en siluett som en julgran.

## Historia
1904 grundades här ett arbetsläger av företaget Braden Copper för att extrahera koppar i gruvorna och 1915 fick detta namnet efter företagets första styrelseordförande, Barton Sewell. Tre år senare hade 14 000 människor flyttat dit.
Efter många års aktivitet och konstruerandet och exploateringen av den största underjordiska gruvan i världen, började företaget 1977 flytta familjer till dalen och snart därefter övergavs större delen av arbetslägret.
Chiles regering gjorde Sewell till ett nationalmonument 1998 och 2006 blev samhället ett världsarv.